# Žid (Kunčice)
Lesní rybníček Žid o rozloze vodní plochy 0,28 ha se nalézá v lese Obora asi 200 m východně od hájovny u obce Kunčice v okrese Hradec Králové. Rybníček je využíván pro chov rybí násady a zároveň slouží jako lokální biocentrum pro rozmnožování obojživelníků.
V bezprostřední blízkosti rybníčku roste skupina 20 památných dubů – Duby u rybníka Žid.

## Galerie

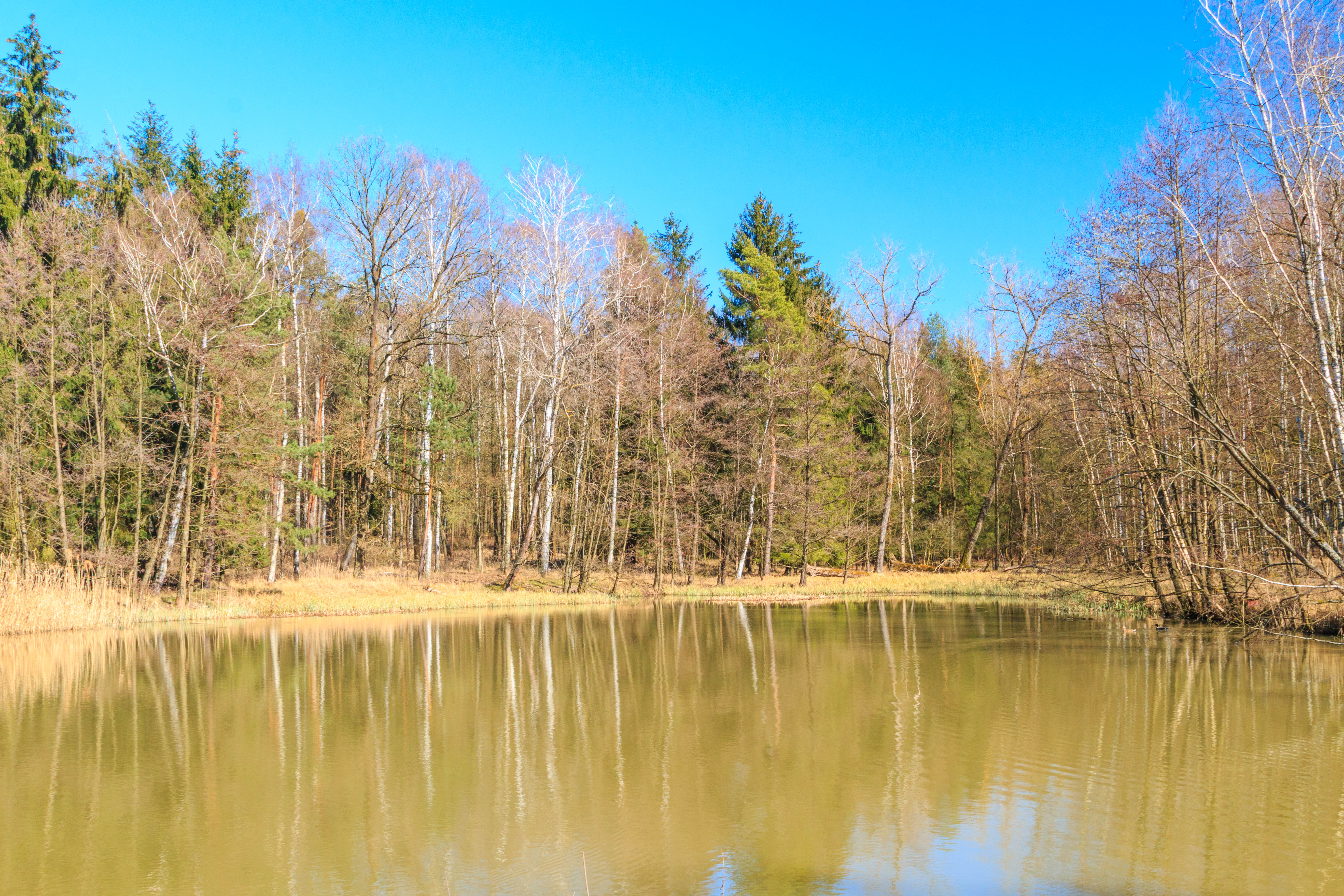
Pohled na lesní rybníček Žid
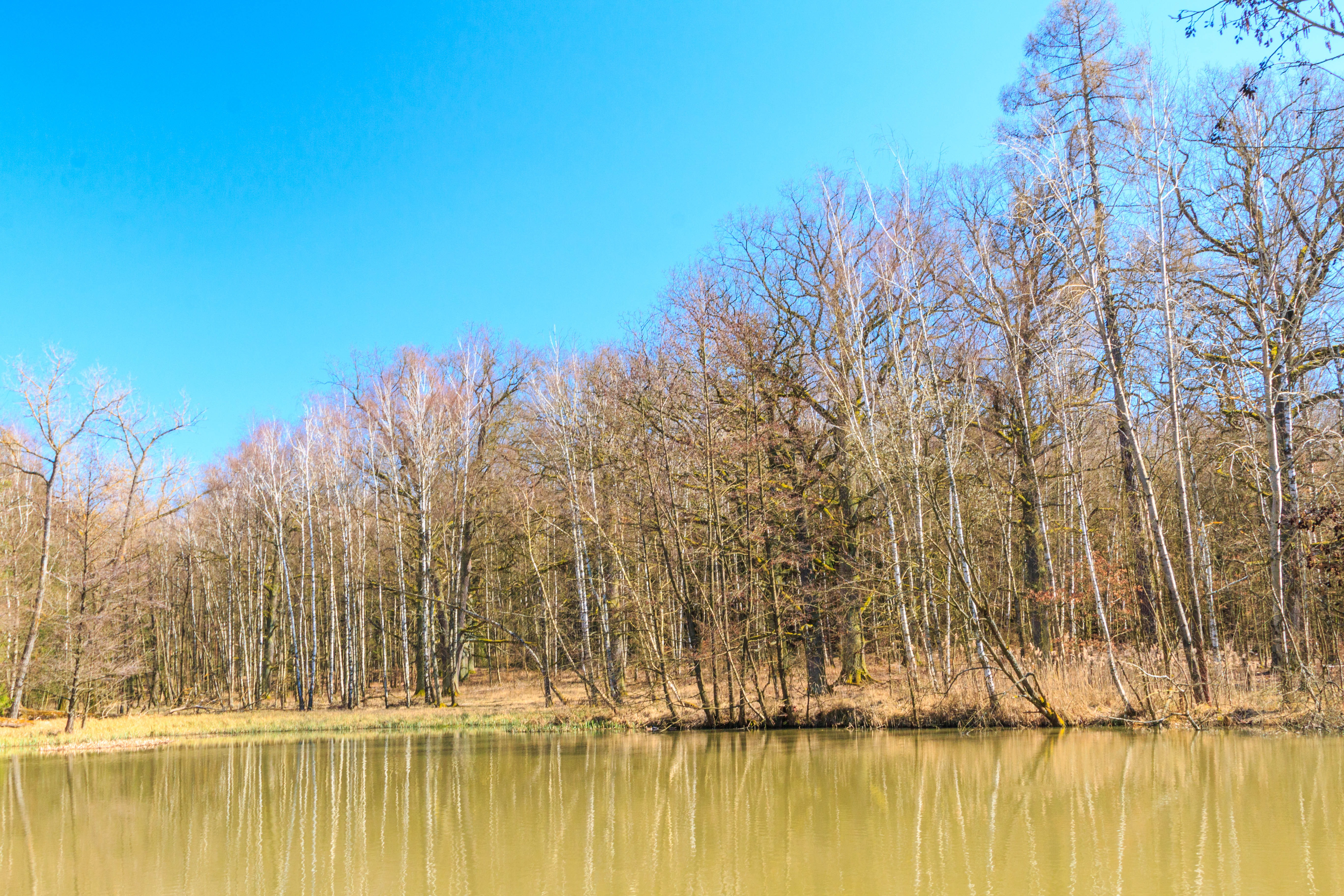
Pohled na lesní rybníček Žid
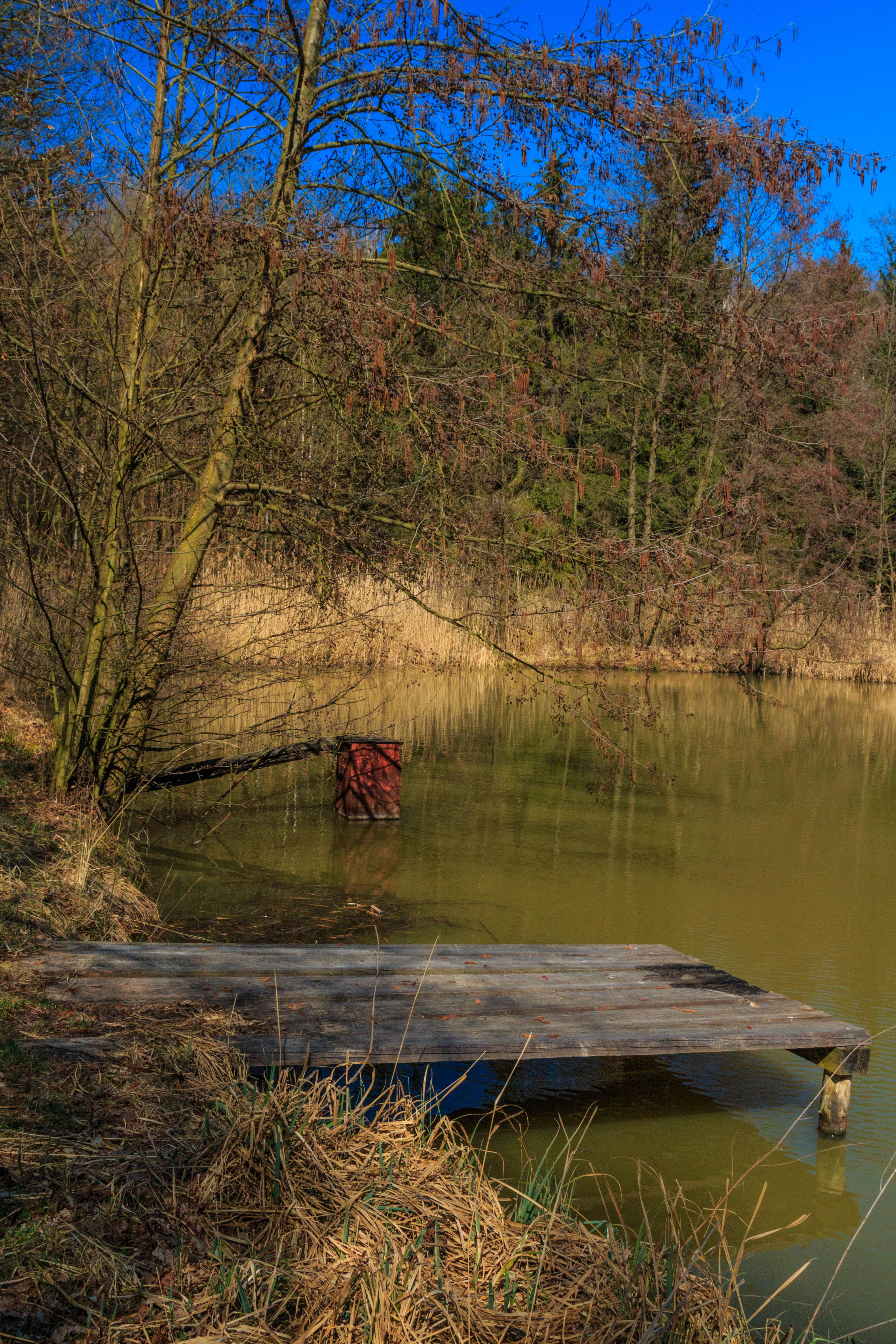
Pohled na lesní rybníček Žid